# Cécile Bailly
Pour les articles homonymes, voir Bailly.
Cécile Bailly est une romancière française, née le 4 mai 1968. 

## Biographie
Originaire de Besançon, elle fait son coming out auprès de ses parents dans les années 1980.
Journaliste, elle écrit plusieurs articles pour le magazine suisse 360° dans les années 2000, comme l'article « Beurs, bears, punks: ces minorités qui dérangent » (360° n° 24, juillet-août 2002).
À partir de 1999, elle publie des romans chez KTM éditions. À propos du livre Émois, et moi, la critique du site spécialisé Univers-L juge que « L’écriture et maîtrisée de bout en bout tout comme l’évolution du roman ». Pour Une saison morte, Hélène de Monferrand écrit : « Son récit habilement éclaté n’ennuie jamais ». Critiquant le roman Chassés-croisés au 37, Judith Silberfeld conclut : « Cécile Bailly est décidément une touche-à-tout très douée ».
En 2002, elle réalise avec Laetitia Blanquer un court métrage documentaire sur la scène drag king parisienne, Paris Was a King.
Elle commence avec Grib Borremans l'écriture d'une série dont le modèle avoué est Les Chroniques de San Francisco d'Armistead Maupin, sur la communauté LGBT francophone des années 2000, et dont deux volumes paraissent aux Éditions gaies et lesbiennes en 2005 et 2006.